# Slow Burning Lights
Slow Burning Lights es un álbum de estudio colaborativo del dúo estadounidense de producción de hip hop Blue Sky Black Death y el cantante Yes Alexander. Fue lanzado por Babygrande Records en 2008.

## Recepción crítica
Andrew Martin de PopMatters le dio al álbum 8 estrellas de 10, describiéndolo como "una combinación de texturas de ensueño sobre baterías a veces erráticas y con fallas con esa calidad tradicional de BSBD que es casi imposible de categorizar". Josh Modell de Spin dijo: "Nunca es tan contundente como Sneaker Pimps o tan descaradamente extravagante como Joanna Newsom, pero el acertadamente llamado Slow Burning Lights se encuentra en el mismo continuo pop descentrado".

## Lista de canciones
| N.º | Título              | Duración |  |
| 1.  | «Secrets»           | 4:36     |  |
| 2.  | «Once Away»         | 3:34     |  |
| 3.  | «Hot Night»         | 3:46     |  |
| 4.  | «Honestly»          | 4:14     |  |
| 5.  | «Stillness»         | 5:22     |  |
| 6.  | «Movements»         | 6:49     |  |
| 7.  | «Come Inside»       | 3:16     |  |
| 8.  | «Tokyo Underground» | 4:26     |  |
| 9.  | «Pretend»           | 3:15     |  |
| 10. | «The Darkest Time»  | 4:54     |  |